# 中王子神社
中王子神社（なかおうじじんじゃ）は、徳島県名西郡石井町にある神社。旧村社。

## 歴史
養老7年の創建と伝わるが、その後の様子は未詳。寛保神社帳には「石井村 中王子十二社大権現 別当石井村地福寺 神主同村吉兵衛」とみえる。当社では御神体として養老7年銘の墓碑（阿波国造墓碑）を祀っている。

## 祭神
- 伊弉諾命

## 境内

### 文化財
- 阿波国造墓碑
  - 1990年（平成2年）11月27日に徳島県指定有形文化財。全長28.8cm。

## 交通
- JR徳島線石井駅下車、南方向へ徒歩約20分。